# Phaeogenes tristator
Phaeogenes tristator är en stekelart som beskrevs av Heinrich Habermehl 1909.
Phaeogenes tristator ingår i släktet Phaeogenes och familjen brokparasitsteklar. Inga underarter finns listade i Catalogue of Life.